# Centre de recherches pétrographiques et géochimiques
Le Centre de recherches pétrographiques et géochimiques (CRPG) est une unité mixte de recherche du CNRS et de l'Université de Lorraine. Il regroupe des équipes de chercheurs travaillant dans le domaine des sciences de la Terre et des planètes. La plupart des étapes de l’histoire terrestre depuis la formation du système solaire jusqu’à l’évolution de l’environnement actuel de la planète sont abordées. Le CRPG met en œuvre la plupart des outils de géochimie et de géochimie isotopique. Deux services d’analyses nationaux de l’INSU y sont hébergés  : le service d'analyse des roches et des minéraux (SARM) et le service des sondes ioniques.
Le CRPG est un des laboratoires de l'OSU OTELo et est associé à l’École nationale supérieure de géologie (ENSG).

## Localisation
Le CRPG est situé à Vandœuvre-lès-Nancy sur le plateau de Brabois. Il est desservi par le Service de transport de l'agglomération nancéienne.